# Aventurera
Aventurera és una pel·lícula de Veneçuela dirigida el 1988 pel director xilè Pablo de la Barra. El 1989 fou nominada al Goya a la millor pel·lícula estrangera de parla hispana. El seu protagonista, Flavio Caballero, fou guardonat com a millor actor al Festival de l'Havana de 1988.

## Argument
Braulio és un actor sense feina que troba treball en la lluita lliure. Coneix Rosario, de qui s'enamora, però és amant de Búfalo, cap d'un grup que simula salvar Braulio d'un enfrontament amb la policia per tal que els ajudi a realitzar un atemptat contra el president de Veneçuela Belisario Betancur. Rosario deixa Búfalo per Braulio, i aquest intenta impedir infructuosament l'atemptat.